# 裕隆汽車
裕隆汽車（ユーロンきしゃ）は、台湾の裕隆企業集団に属する自動車メーカー。本社は苗栗県三義郷にある。日産自動車の現地パートナーである。

## 沿革
- 1953年9月10日 - 厳慶齢によって資本金200万新台幣で裕隆機器製造有限公司として設立。
- 1957年12月 - 日産自動車との技術提携を開始。
- 1960年9月 - 社名を裕隆汽車製造有限公司に。
- 1986年10月 - 台湾で開発・製造された最初の自動車である飛羚101を発表。T11型バイオレットリベルタ/オースターJX/スタンザFXがベースになっていた。
- 1999年10月 - フィリピン日産自動車への投資を発表し、東南アジア市場に進出。
- 1999年11月 - 日産ディーゼル（現：UDトラックス）と裕佳汽車股份有限公司を設立。
- 2000年5月 - 東風汽車および広州京安云豹汽車との合弁で風神汽車を設立し、中国本土市場に進出。京安云豹から「藍鳥」（U13型日産・ブルーバード）の生産を引き継いだ[1]。
- 2000年11月 - 台湾で日産自動車の提携先であるルノー車の販売を開始。
- 2003年5月20日 - 日産ブランドの事業を製造を除いて裕隆日産汽車として分割。風神汽車などの持株も同社に移管した[2]。
- 2005年7月 - ゼネラルモーターズ (GM) と合弁で裕隆通用汽車股份有限公司 (Yulon General Motors) を設立し、台湾でビュイック、キャデラック、オペル車の販売を開始。
- 2008年12月 - GMが裕隆通用汽車から資本撤退[3]。
- 2009年1月 - プレミアムブランド「ラクスジェン（LUXGEN、納智捷）」を発表[4][5]。9月に第1号となるミニバン「Luxgen 7 MPV」を発表。
- 2009年8月 - 吉利汽車と提携し、小型車・EVの共同開発・販売で合意。
- 2010年1月 - 自主ブランド「Tobe（酷比）」を発表。吉利汽車と共同開発[6]。
- 2010年12月14日 - 東風汽車との合弁会社、東風裕隆汽車有限公司を杭州市に設立。中国でラクスジェンの製造・販売を行う[7]。2003年に東風汽車が日産自動車と合弁会社を設立したことに伴って消滅していた東風との合弁生産事業が復活する形となった[8]。
- 2012年5月 - 台湾で東風ブランドの中大型トラックを生産し、裕佳汽車を通じて販売する計画を明らかにした[9]。
- 2021年11月 - 東風裕隆汽車を再編し中国から撤退[10]。
- 2022年10月 - 鴻海精密工業と共同開発した自社初となるEVを「ラクスジェン N7」の名で発表。

## ブランド一覧

### 裕隆自社ブランド

#### ユーロン（Yue Loong / 裕隆、現在は廃止）
- 飛羚（フィーリング）
- 精兵（アレックス）
- 尖兵（セントラ）
- 青鳥/吉利/吉利青鳥（Bluebird）
- 雷鳥（Datsun Truck）
- 凱利（Cony）
- 速利（Sunny）
- 萬利（Auster/Violet）
- 樂利（Laurel）
- 快得利（Stanza）
- 勝利（Cedric/Gloria）
- 寶馬（Bobby）
- 福滿多（Vanette）
- 好馬/超級好馬/好馬747（Homer）
- 頂好（Sunny）

#### ラクスジェン（Luxgen / 納智捷）
ディーラー（汽車生活館）は日産ディーラーと隣り合わせに営業するケースが多い。
※N7は鴻海製
- ラクスジェン・M7ターボ
- ラクスジェン・U7ターボ
- ラクスジェン・U6ターボ
- ラクスジェン・S5ターボ
  - ラクスジェン・5セダン　M+
- ラクスジェン・S3
- ラクスジェン・U5

#### トービー（Tobe / 酷比、2013年廃止[11]）
- tobe・M'Car
- tobe・W'Car

### 日産系ブランド
- 日産
- インフィニティ